# Верхнее Эрцо
Верхнее Эрцо (осет. Уæллаг Ерцъо — "Верхний Ерцо") или Эрцо (осет. Ерцъо, груз. ერწო) — село в Дзауском районе Южной Осетии. Относится к Цонской сельской администрации в РЮО.

## География
Расположено на восточной окраине Цонской долины, на берегах реки Паца, в 13 км к юго-востоку от города Квайса и в 15 км к северо-западу от райцентра посёлка Дзау. В 1,5 км к западу от села находится озеро Эрцо.

## Население
В 1987 году в селе Эрцо проживало 40 человек. По переписи 2015 года численность населения с. Верхнее Эрцо (Верхний Ерцо) составила 18 жителей. 